# Cameron Mackintosh
Cameron Anthony Mackintosh (Enfield, Inglaterra, Reino Unido; 17  de octubre de 1946) es un productor teatral británico, asociado a una gran cantidad de éxitos comerciales, principalmente en el mundo de los musicales. El New York Times lo ha descrito como “el productor más influyente, exitoso y poderoso del mundo”. Es el responsable de producciones como Les Misérables, The Phantom of the Opera, Mary Poppins, Martin Guerre, Miss Saigón y Cats.
Nació en Enfield, Londres, hijo de Diana Ladys, una secretaria de producción y Robert Mackintosh, trompetista de jazz y comerciante de madera. Supo que su vida iba a estar dedicada al teatro cuando a los 8 años su tía lo llevó a ver el musical Salad Days.

## Carrera teatral
Comenzó a trabajar en el teatro muy joven, como tramoyista en el Royal Drury Lane, llegando a ser regidor de escena tras trabajar en las giras de varias producciones. Pronto comenzó con producciones a pequeña escala, como Anything Goes (que cerró tras dos semanas en escena), Side By Side By Sondheim, My Fair Lady, The Card, y Tom Foolery.
En 1981 se lanzó a producir una obra que se consideraba no apta para hacer de ella un musical. Se trató de Cats, escrita por Andrew Lloyd Webber y coproducida por él y su The Really Useful Theatre Company. El musical basado en Old Possum's Book of Practical Cats de T. S. Eliot, fue un éxito instantáneo y se mantuvo en escena durante 8.949 representaciones.
Tras el éxito de Cats y a raíz de que cayera en sus manos el disco de una producción francesa sobre [Los Miserables] de [Victor Hugo], se puso en contacto con sus autores, Claude-Michel Schönberg y Alain Boublil. Tras un largo y árduo trabajo de reescritura, se estrenó en el Barbican Theatre en 1985. Al principio recibió críticas un tanto tibias, debidas principalmente a la longitud del mismo. Tras nuevos recortes y cambios y gracias al boca en boca que le hizo ir calando en el público londinense, fue transferido al Palace Theatre, en el West End, donde se ha convertido en una de las piezas maestras de la historia del teatro musical y una de las más aclamadas. Hoy en día sigue en cartel en el West End, siendo la obra más representada de la historia.
En 1986 Mackintosh produjo, de nuevo junto a The Really Useful Theatre Company, el nuevo musical de Lloyd Webber The Phantom of the Opera (El Fantasma de la Ópera), tal vez la producción de entretenimiento más comercialmente rentable de la historia, sobrepasando sus ingresos a películas como Titanic y ET. Al igual que Les Miserables, también sigue en escena a día de hoy, no solo en Londres, sino también en Broadway.
Su nueva producción fue la nueva obra de Claude-Michel Schönberg y Alain Boublil, Miss Saigón, que se estrenó en 1990 en el Theatre Royal Drury Lane de Londres y que obtuvo un éxito similar a las otras. Su estreno en Broadway provocó lo que es hasta hoy la más grande reserva de entradas en la historia del teatro.
Por aquella época llevaba también otras producciones de distinto calibre, como Five Guys Named Moe, el musical de Stephen Sondheim, Follies; Oklahoma!, My Fair Lady y Carousel.
En 1995, produjo el épico concierto del décimo aniversario de Les Miserables en el Royal Albert Hall, que luego se publicaría en vídeo.
Pero no todas las producciones de Cameron Mackintosh fueron éxitos. [Moby Dick], la nueva obra de Claude-Michel Schönberg y Alain Boublil Martin Guerre y la adaptación musical de The Witches of Eastwick (Las Brujas de Esatwick) no consiguieron reproducir los éxitos anteriores y no consiguieron establecerse en taquilla.
En 1996 Cameron Mackintosh fue nombrado Sir reconociendo sus logros, impacto y servicios en el teatro musical.
In 1998, Mackintosh celebró sus treinta años en la producción de musicales con Hey, Mr. Producer!, una gala que presentaba escenas y canciones de los espectáculos que había puesto en pie y con la presencia de las mayores estrellas del sector, Jonathan Price, Hugh Jackman, Michael Ball, Bernadette Peters, Colm Wilkinson y muchos más, con la presencia especial de Andrew Lloyd Webber interpretando al piano y cantando un tema junto a Stephen Sondheim. El concierto se presentó durante dos días seguidos, el 7 y 8 de junio, y sus ingresos fueron donados a la Royal National Institute of the Blind y el Combined Theatrical Charities. Fue presidido por la reina Isabel de Inglaterra y el príncipe Philip, Duque de  Edinburgo.
Cuando en 2001 el presidente de Walt Disney Theatrical, Thomas Schumacher y Cameron Mackintosh se encontraron, este le dijo que quería llevar Mary Poppins de la película al escenario, y juntos comenzaron a preparar el musical. Cameron se involucró  personalmente en la adaptación de la película para que pudiera ser llevada al teatro y produjo tanto el montaje de Londres como el de Broadway junto a Schumacher. Mary Poppins se llevó varios premios Olivier en Londres y Tony en Nueva York, entre ellos los de mejor musical. También coprodujo el montaje londinense de Avenue Q, que se estrenó en el Noël Coward Theatre en 2006.
En 2008 Mackintosh produjo  un “revival” del musical de Lionel Bart, Oliver en el Theatre Drury Lane. El reparto para la producción se desarrolló a través de un programa televisivo hecho para este fin, I’d do anything, y tuvo a Rowan Atkinson como protagonista en el papel de Fagin. La publicidad  y el expectación que rodeó a esta producción no tenía precedentes en la historia del West End y eso llevó a una histórica preventa antes del estreno de 15 millones de Libras Esterlinas.
En abril de 2010, Cameron Mackintosh llevó a escena en el Teatro Gielgud de Londres la producción de Broadway del “revival” de Hair.
Ese mismo año en el Barbican Theatre de Londres, estrenó de forma paralela al montaje que original de Les Miserables que seguía en el West End una nueva revisión del musical que ya por esas fechas era la obra musical más representada de la historia. Este montaje al que bautizaron como Les Miserables 25th Anniversary. A la misma vez y en la misma ciudad, en el O2, se presentaba Les Miserables On Concert, tres montajes distintos de la misma obra en la misma ciudad, un hito nunca antes visto. La producción del 25 aniversario contenía una nueva orquestación actualizada y cambios importantes en la escenografía y la producción completa, con la aplicación de nuevas tecnologías. Pensada para gira y para ser llevada a escena en lugares con teatros con menos recursos escénicos, principalmente en cuanto a dimensiones y menos costes de reparto y orquesta, esta producción lleva desde entonces representándose en distintas ciudades del mundo.

## Influencia
Cameron Mackintosh destaca como productor principalmente por haber transformado el mundo del musical en un negocio global y altamente lucrativo. Su sistema ha llevado el musical a veces a países y lugares en los que esta forma de teatro  era rara vez vista (como los países del este en los primeros 90s). Ha llevado a cabo una plétora de producciones alrededor del mundo, manteniendo un férreo contról creativo que ha asegurado la calidad de estas producciones. Siempre que es posible, sus producciones mantienen el mismo diseño escénico y técnico que sus producciones originales.

## Cameron Mackintosh alrededor del mundo
Dado el estricto control que ejerce sobre sus producciones, que le llevan incluso a supervisar personalmente las audiciones y repartos de sus producciones estrella alrededor del mundo, es una figura cuya presencia es destacada en todas y cada una de sus puestas en escena, sea cual sea el rincón del mundo en que estas se lleven a cabo. El inevitable contrato de coproducción que los productores locales han de firmar con él, obliga no solo a contar con su equipo técnico y de dirección, sino también a una continua supervisión a lo largo del tiempo en que la obra esté en cartel. Esto ha hecho que el nombre de Cameron Mackintosh sea de mención obligada dentro del mundo de los musicales a todo lo largo y ancho del planeta y ha hecho de él una de las personas vinculadas al mundo del entretenimiento más ricas de Gran Bretaña.

## Cameron Mackintosh en España
En España, concretamente en Madrid, se llevó a cabo una de sus primeras producciones que se plantearon fuera del mercado anglosajón (1989), aunque no se podría llevar a cabo luego hasta septiembre de 1992 en que se estrenó. Para esta producción Cameron Mackintosh se asoció con [Plácido Domingo] y [José Tamayo], en lo que sería el primer gran musical de la historia del país. Esta producción estuvo dos años en el Teatro Nuevo Apolo y fue el preludio de otros musicales de su catálogo que vendrían después, como El Fantasma de la Ópera, Cats o Los Miserables 25 Aniversario. Los Miserables de 1992 sigue siendo hoy en día la producción más ambiciosa que se ha hecho de un musical de Mackintosh en España.

## Premios y nominaciones
Premios Óscar
| Año  | Categoría      | Película       | Resultado |
| ---- | -------------- | -------------- | --------- |
| 2013 | Mejor película | Les Misérables | Nominado  |